# Fällberget
Fällberget är ett naturreservat i Jokkmokks kommun i Norrbottens län.
Området är naturskyddat sedan 2013 och är 1,5 kvadratkilometer stort. Reservatet omfattar Fällberget och består av  tallskog. 